# Velascálvaro
Velascálvaro es un municipio y localidad española de la provincia de Valladolid, en la comunidad autónoma de Castilla y León. El término municipal tiene una población de 163 habitantes (INE 2024).

## Historia
A mediados del siglo XIX, el lugar contaba con una población censada de 104 habitantes. La localidad aparece descrita en el decimoquinto volumen del Diccionario geográfico-estadístico-histórico de España y sus posesiones de Ultramar de Pascual Madoz de la siguiente manera:

VELASCALBARO: l. con ayunt. en la prov., aud. terr., c. g. y dióc. de Valladolid (9 1/2 leg.), part. jud. de Medina del Campo (1 1/2): sit. en una pequeña eminencia, con buena ventilacion y clima sano. Tiene 40 casas; la consistorial; escuela de instruccion primaria dotada con 400 rs.; una igl. parr, matriz de la de fuente La Piedra, servida por un cura y un sacristan; al E. de la pobl. hay una fuente de buen agua, y en los afueras de la misma dos balsas que sirven para lavadero y abrevadero. Confina el térm. con los de Fuente La Piedra, Rubi de Bracamonte, El Campillo y Bobadilla del Campo. El terreno es llano, pantanoso, fuerte y de mediana calidad. caminos: los locales. correo: se recibe y despacha en la cab. del part. prod.: cereales, legumbres, vino y yerbas de pasto, con las que se mantiene ganado lanar, vacuno, mular y asnal. ind.: la agrícola. comercio: esportacion del sobrante de frutos é importacion de los art. que faltan. pobl.: 26 vec., 104 alm. cap. prod.: 446,010 rs. imp.: 44,601.
(Madoz, 1849, p. 639)

## Geografía humana

### Demografía
Cuenta con una población de 163 habitantes (INE 2024).
| Gráfica de evolución demográfica de Velascálvaro entre 1842 y 2021                                                    |
| |
| Población de derecho según los censos de población del INE. Población de hecho según los censos de población del INE. |

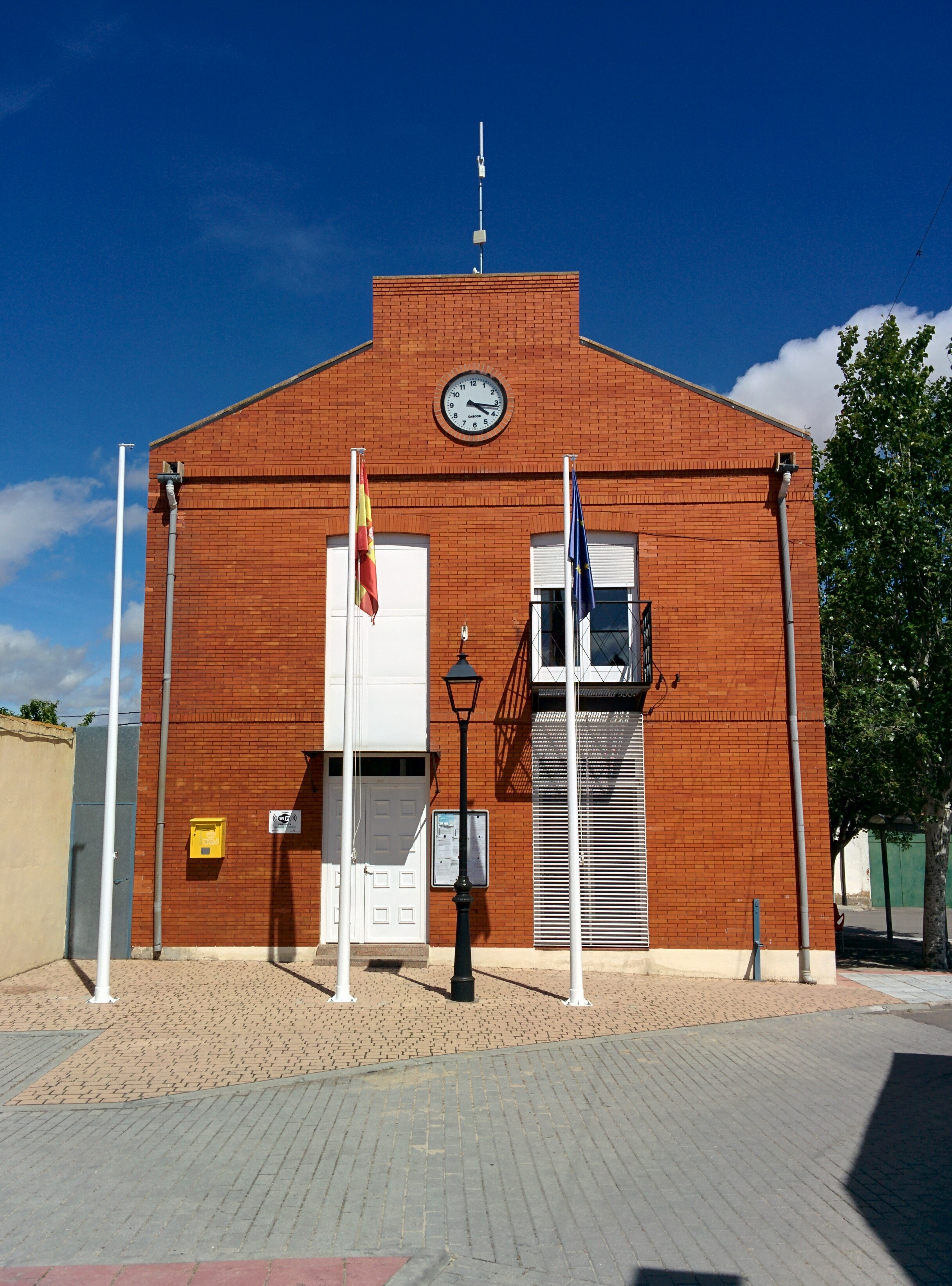
Casa consistorial

Tiene una superficie de 22,99 km².
| 203                        | 201 | 193 | 189 | 178 | 163 |
| (Fuente: [cita requerida]) |     |     |     |     |     |

| 1900 | 1910 | 1920 | 1930 | 1940 | 1950 | 1960 | 1970 | 1981 | 1991 |
| 215  | 255  | 295  | 223  | 296  | 280  | 243  | 246  | 202  | 197  |

## Fiestas
- 2 de julio - La Rosaria
- 27 de diciembre - San Juan Evangelista